# Кровавый спорт 4: Жестокое кумите
«Кровавый спорт 4: Жестокое кумите» (англ. Bloodsport: The Dark Kumite; другое название «Кровавый спорт 4: Цвет тьмы») — американский боевик 1999 года.

## Сюжет
Агента Джона Келлера засылают в тюрьму Фуэго, чтобы узнать об исчезающих без следа заключённых. Там его вовлекают в опасный турнир, где заключённые вынуждены биться друг с другом до смерти.

## В ролях
- Дэниэл Бернхардт — Джон Келлер
- Иван Иванов — Цезарь
- Лиза Стотхард — Блэйр
- Стефанос Митсакакис — Шрек
- Майкл Кравик — Уинстон